# Ulmaris prototypus
Ulmaris prototypus is een schijfkwal uit de familie Ulmaridae. De kwal komt uit het geslacht Ulmaris. Ulmaris prototypus werd in 1880 voor het eerst wetenschappelijk beschreven door Haeckel. 